# 감각 기관
감각 기관(感覺器官, 영어: sensory organ)은 우리 몸에 감각을 담당하는 기관이다. 사람의 인체는 크게 5가지의 감각 기관이 있다. 이 5가지 감각 기관은 인체 외부에서 발생한 물리적 자극을 뉴런을 활성화시킬 수 있는 전기적 신호로 바꾸는 역할을 하게 된다. 이렇게 발생한 뉴런의 전기적 신호는 신경을 통해 뇌로 이동하고, 그곳에서 인간의 사고에 변화를 일으키게 된다.
- 시각 기관은 신체 외부의 광자극을 전기적 신호로 바꾸는 역할을 한다.
- 청각 기관은 신체 외부의 공기의 압력 변화(소리)를 전기적 신호로 바꾸는 역할을 한다. 청각 기관에는 균형과 속도를 감지하는 vestibular organ도 있다.
- 촉각 기관은 피부의 압력 변화를 전기적 신호로 바꾸는 역할을 한다.
- 미각 기관은 혀에 분포하며, 일반적으로 침 또는 수용액에 녹아 있는 화학 물질에 따라 서로 다른 전기적 신호의 조합을 만들어 내는 역할을 한다.
- 후각 기관은 코 속에 분포하며, 공기 중에 있는 화학 물질에 따라 서로 다른 전기적 신호의 조합을 만들어 내는 역할을 한다.